# Lichtskulptur Gelmeroda

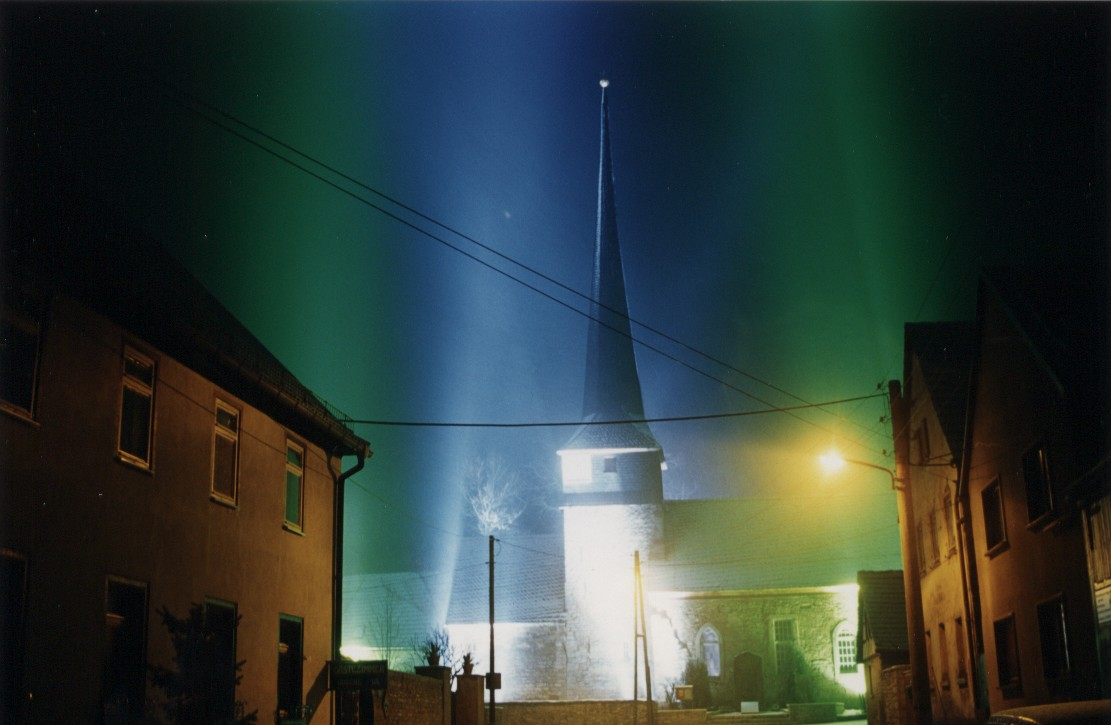
Lichtskulptur Gelmeroda

Die Lichtskulptur Gelmeroda ist eine Lichtinstallation an der als Feininger-Kirche bekannten Dorfkirche Gelmeroda im Ortsteil Gelmeroda der Stadt Weimar in Thüringen.

## Optische Wirkung

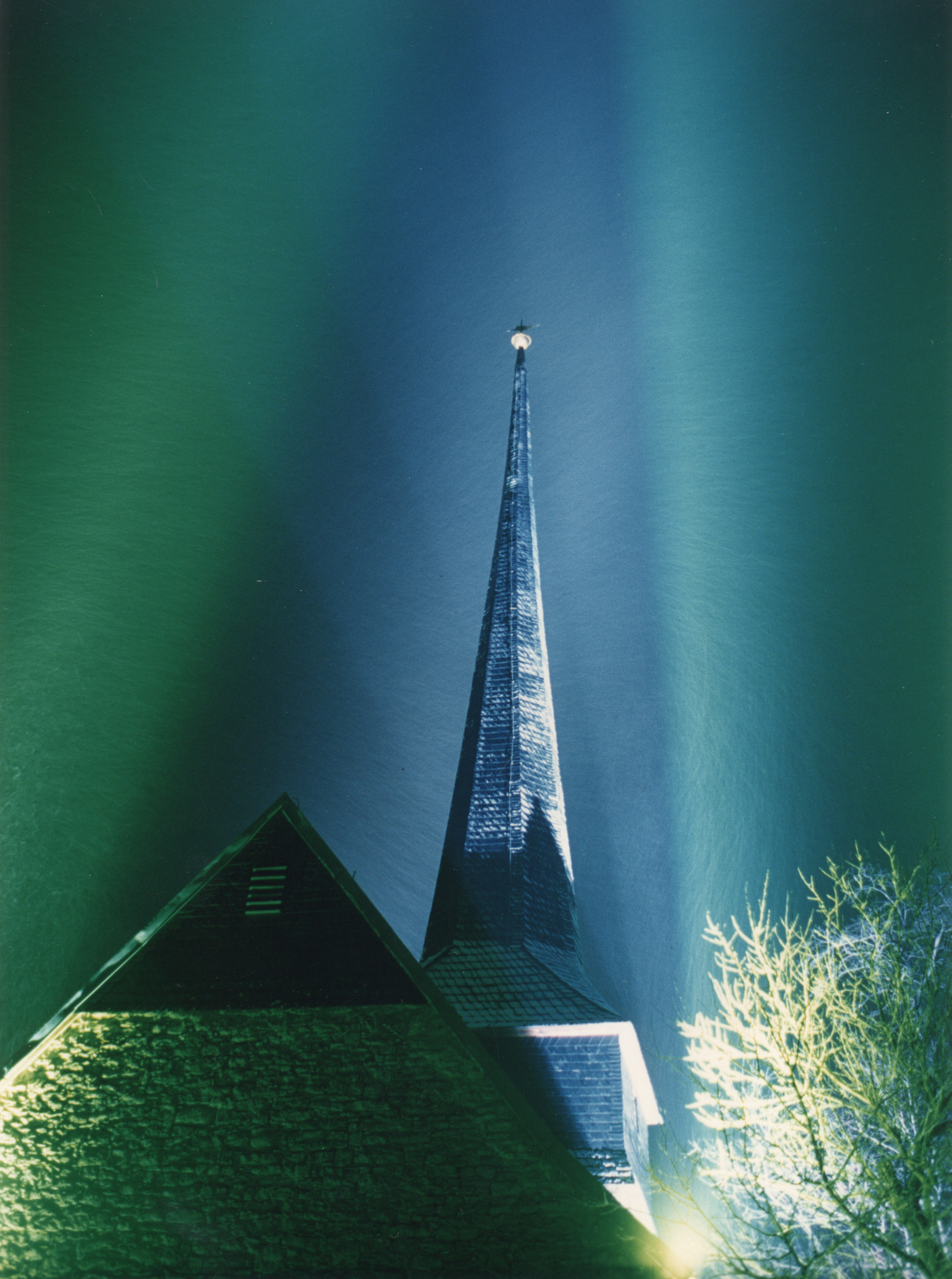
Lichtskulptur Gelmeroda Turm

Die Lichtskulptur (LS 9803) wird als flüchtiges Gebilde erzeugt und ist in ihrer Wirkung abhängig von der Dunkelheit und dem Grad der Luft- und Partikeldichte, Dunst oder Schneetreiben in ihrer Umgebung. Die Lichtskulptur ergibt sich aus dem Zusammenspiel von Natur und Technik, von Absicht und Zufall. Der Betrachter kann wechselnde Wirkungen wahrnehmen, wobei die beste wegen der Lichtreflexion bei Schneetreiben besteht. Es handelt sich nicht um eine übliche Gebäudeanstrahlung, sondern mit dem Gebäude und der umgebenden Lufthülle kommunizierende Lichtkunst. Als temporäres Kunstwerk, das immer wieder neu entsteht, ist die Lichtskulptur der Kulturhauptstadt Weimar 1999 gewidmet. Die Lichtskulptur ist von der Autobahn A4 kommend zu sehen.

## Geschichte
Der Weimarer Architekt Peter Mittmann (1939–2023) hatte, ausgehend von einer Beobachtung, die er 1995 während einer nebligen Nacht in Hamburg machte, die Idee, eine ähnliche Erscheinung wie in den Bildern des deutsch-amerikanischen Malers und Grafikers Lyonel Feininger zu realisieren. Bis in den März 1998 dauerten die Versuche mit der Firma BEGA auf dem Werksgelände und vor Ort. Das Projekt wurde vom Freundeskreis Weimar-Kulturstadt Europas 1999 e. V. und durch zahlreiche Sponsoren realisiert, darunter Jenoptik AG Jena, Meissner u. Wurst GmbH & Co Stuttgart, Osram GmbH Berlin, Sparkasse Weimar. Seit März 2012 hat die Stadt Weimar mit Unterstützung der StadtWerke Weimar die Trägerschaft übernommen. Die Lichtskulptur erstrahlt zurzeit immer freitags bis sonntags ab Einbruch der Dunkelheit bis gegen Mitternacht.

## Technische Daten
Zum Einsatz kommen Hochdruck-Halogen-Metalldampflampen in den Farben blau und grün, die hier erstmals für ein Kunstwerk Verwendung gefunden haben. Gegenüber Allgebrauchslampen mit Farbfiltern haben diese nur 15 % der vergleichbaren Leistung. Die Installation verfügt darüber hinaus über Leistungsscheinwerfer mit rotationssymmetrischer Lichtstärkenverteilung, ein Sichtweitenmessgerät zur witterungssensiblen Steuerung, eine funkgesteuerte und inzwischen zeitgesteuerte Schaltanlage. Eine neue Lichttechnik mit LED wird zurzeit entwickelt.

## Die Kirche in Gelmeroda und Lyonel Feininger
Die Kirche in Gelmeroda durchzieht wie ein Leitmotiv viele Schaffensperioden Lyonel Feiningers, dessen Werke im nationalsozialistischen Deutschland als „entartet“ gebrandmarkt wurden. Sie wurde durch ihn weltbekannt. Feininger malte von der Kirche zwischen 1908 und 1936 insgesamt zwölf Ansichten, allein 1913 entstanden drei. Diese Arbeiten dienten auch als Vorbild für die Lichtskulptur Gelmeroda.
Die Kirche wurde 1994 die erste Autobahnkirche in den neuen Bundesländern.